# Ондоа, Фабрис
Жозеф Фабрис Ондоа Эбого (фр. Joseph Fabrice Ondoa Ebogo; род. 24 декабря 1995 года в Яунде) — камерунский футболист, вратарь латвийского клуба РФШ и национальной сборной Камеруна. Обладатель Кубка африканских наций 2017, включён в символическую сборную этого турнира.
Уже в восемнадцатилетнем возрасте был вызвал на сборы в Сборную Камеруна, и сразу же сыграл свой первый матч на отбор к Кубку африканских наций, отыграв все 90 минут «насухо».

## Карьера футболиста

### Ранняя карьера
Фабрис является воспитанником знаменитого фонда Самуэля Это’О. В период с 2006 по 2008 год в составе молодёжных камерунских сборных он принял участие в ряде товарищеских турниров на территории Испании. Вместе со своей командой ему удалось стать победителем соревнований на острове Лансароте (победа в финале над дортмундской «Боруссией» со счётом 2:0) и в Ируне (победа в финале над «Эспаньолом» со счётом 1:0), где Ондоа был признан лучшим вратарём турнира. В то же самое время, было два подряд поражения в финалах от «Барселоны» в Леоне (0:1 и 1:4).
Итак, в 2009 году Ондоа оказался в столице Каталонии. Его два года в Cadete были просто замечательными, как на персональном уровне, так и на командном. В Cadete B Фабрис Ондоа выиграл все, что только можно на национальном уровне. Второй сезон с Cadete A в плане успехов стал продолжением предыдущего. Кроме того, на традиционном пасхальном турнире MIC (Международный Кубок Средиземноморья) блестящая игра Фабриса в серии послематчевых пенальти позволила «Барселоне» одолеть в финале «Эспаньол». А в конце сезона был выигран и Кубок Каталонии. И снова у «попугаев», и снова благодаря двум отбитым с 11-метровой отметки ударам.

### «Барселона Б»
По окончания сезона 2013/2014 Фабрис был переведён во вторую команду «Барселоны».

### «Севилья Б»
Летом 2016 года Ондоа был арендован командой из Сегунды «Севильей Б» на один сезон.
18 марта 2017 года дебютировал за вторую команду «Севильи» в матче Второй лиги Испании против «Сарагосы», который закончился со счётом 2:1 в пользу андалусийского клуба. Сам вратарь на 88 минуте заработал удаление (за две жёлтые карточки). Это удаление стало для него первым в карьере.

## Карьера в сборной
Впервые Фабриса вызвали в сборную ещё зимой 2012 года, но дебютировать ему тогда не довелось. Дебют Ондоа в национальной сборной Камеруна состоялся 6 сентября 2014 года в матче против сборной ДР Конго.

### Кубок африканских наций 2015
Ондоа со своей сборной успешно квалифицировался на Кубок африканских наций 2015, проходивший в Экваториальной Гвинее. Фабрис играл все девяносто минут в трёх матчах группового этапа против Мали (1:1), Гвинеи (1:1) и Кот-д’Ивуара (0:1), пропустив в каждой из этих встреч. Сборная заняла последнее место, набрав два очка и потеряв все шансы на выход плей-офф.

### Кубок африканских наций 2017
Спустя два года, сборная Камеруна снова попала на Кубок африканских наций, местом проведения которого был выбран Габон. Как и в 2015 году, Ондоа является основным голкипером своей команды. На этот раз Камерун вышел из группы со второго места, сыграв вничью со сборными Буркина-Фасо (1:1) и Габона (0:0), а также победив в труднейшем поединке Гвинея-Бисау (2:1). В четвертьфинале в матче против сборной Сенегала, победитель был определён лишь в серии пенальти. Основное время было закончено со счётом 0:0, а в послематчевых пенальти сильнее был Камерун (5:4). На счету Фабриса победное спасение после удара Садио Мане. В полуфинал Камерун успешно обыграл Гану (2:0).

## Личная жизнь
У Фабриса есть двоюродный брат — Андре Онана. Он выступает за английский «Манчестер Юнайтед».

## Статистика выступлений

### Клубная статистика
| Выступление      | Выступление      | Выступление      | Лига | Лига | Кубок страны | Кубок страны | Еврокубки | Еврокубки | Прочие | Прочие | Итого | Итого |
| Клуб             | Лига             | Сезон            | Игры | Голы | Игры         | Голы         | Игры      | Голы      | Игры   | Голы   | Игры  | Голы  |
| ---------------- | ---------------- | ---------------- | ---- | ---- | ------------ | ------------ | --------- | --------- | ------ | ------ | ----- | ----- |
| Побла де Мафумет | Сегунда B        | 2015/16          | 5    | -10  | 0            | -0           | 0         | -0        | 0      | -0     | 5     | -10   |
| Побла де Мафумет | Итого            | Итого            | 5    | -10  | 0            | -0           | 0         | -0        | 0      | -0     | 5     | -10   |
| Химнастик        | Сегунда          | 2015/16          | 0    | -0   | 0            | -0           | 0         | -0        | 0      | -0     | 0     | 0     |
| Химнастик        | Итого            | Итого            | 0    | -0   | 0            | -0           | 0         | -0        | 0      | -0     | 0     | 0     |
| Севилья Б        | Сегунда          | 2016/17          | 2    | -2   | —            | —            | —         | —         | —      | —      | 2     | -2    |
| Севилья Б        | Сегунда          | 2017/18          | 3    | -7   | —            | —            | —         | —         | —      | —      | 3     | -7    |
| Севилья Б        | Итого            | Итого            | 5    | -9   | 0            | -0           | 0         | -0        | 0      | -0     | 5     | -9    |
| Остенде          | Лига Жюпилер     | 2018/19          | 17   | -28  | 0            | -0           | —         | —         | —      | —      | 17    | -28   |
| Остенде          | Итого            | Итого            | 17   | -28  | 0            | -0           | 0         | -0        | 0      | -0     | 17    | -28   |
| Всего за карьеру | Всего за карьеру | Всего за карьеру | 27   | -47  | 0            | -0           | 0         | -0        | 0      | -0     | 27    | -47   |

### Международная статистика
| Сборная          | Сезон            | Товарищеские | Товарищеские | Турниры | Турниры | Всего | Всего |
| Сборная          | Сезон            | Игры         | Голы         | Игры    | Голы    | Игры  | Голы  |
| ---------------- | ---------------- | ------------ | ------------ | ------- | ------- | ----- | ----- |
| Камерун          | 2014             | 0            | -0           | 6       | -1      | 6     | -1    |
| Камерун          | 2015             | 5            | -5           | 7       | -3      | 12    | -8    |
| Камерун          | 2016             | 1            | -3           | 5       | -2      | 6     | -5    |
| Камерун          | 2017             | 3            | -1           | 14      | -16     | 17    | -17   |
| Камерун          | 2018             | 1            | -1           | 0       | -0      | 1     | -1    |
| Всего за карьеру | Всего за карьеру | 10           | -10          | 32      | -22     | 42    | -32   |

### Матчи и голы за сборные
| №  | Место проведения               | Дата             | Оппонент         | Счёт          | Пр. голы | Замены | Номер | Соревнование              |
| 1  |                                | 6 сентября 2014  | ДР Конго         | 2 : 0         | —        | —      | 16    | Отборочные матчи КАН-2015 |
| 2  |                                | 10 сентября 2014 | Кот-д’Ивуар      | 4 : 1         | 1        | —      | 16    | Отборочные матчи КАН-2015 |
| 3  |                                | 11 октября 2014  | Сьерра-Леоне     | 0 : 0         | —        | —      | 16    | Отборочные матчи КАН-2015 |
| 4  |                                | 15 октября 2014  | Сьерра-Леоне     | 2 : 0         | —        | —      | 16    | Отборочные матчи КАН-2015 |
| 5  |                                | 15 ноября 2014   | ДР Конго         | 1 : 0         | —        | —      | 16    | Отборочные матчи КАН-2015 |
| 6  |                                | 19 ноября 2014   | Кот-д’Ивуар      | 0 : 0         | —        | —      | 16    | Отборочные матчи КАН-2015 |
| 7  |                                | 7 января 2015    | ДР Конго         | 1 : 1         | 1        | —      | 16    | Товарищеский матч         |
| 8  |                                | 10 января 2015   | ЮАР              | 1 : 1         | 1        | —      | 16    | Товарищеский матч         |
| 9  |                                | 20 января 2015   | Мали             | 1 : 1         | 1        | —      | 16    | Финальные матчи КАН-2015  |
| 10 |                                | 24 января 2015   | Гвинея           | 1 : 1         | 1        | —      | 16    | Финальные матчи КАН-2015  |
| 11 |                                | 28 января 2015   | Кот-д’Ивуар      | 0 : 1         | 1        | —      | 16    | Финальные матчи КАН-2015  |
| 12 |                                | 25 марта 2015    | Индонезия        | 1 : 0         | —        | —      | 16    | Товарищеский матч         |
| 13 |                                | 9 июня 2015      | ДР Конго         | 1 : 1         | 1        | —      | 16    | Товарищеский матч         |
| 14 |                                | 14 июня 2015     | Мавритания       | 1 : 0         | —        | —      | 16    | Отборочные матчи КАН-2017 |
| 15 |                                | 6 сентября 2015  | Гамбия           | 2 : 0         | —        | —      | 16    | Отборочные матчи КАН-2017 |
| 16 |                                | 11 октября 2015  | Нигерия          | 0 : 3         | 2        | 71'    | 16    | Товарищеский матч         |
| 17 |                                | 18 октября 2015  | Республика Конго | 0 : 0         | —        | —      | 16    | Отборочные матчи ЧАН-2016 |
| 18 |                                | 31 октября 2015  | Республика Конго | 1 : 0         | —        | —      | 16    | Отборочные матчи ЧАН-2016 |
| 19 |                                | 29 марта 2016    | ЮАР              | 0 : 0         | —        | —      | 16    | Отборочные матчи КАН-2017 |
| 20 |                                | 31 мая 2016      | Франция          | 2 : 3         | 3        | —      | 16    | Товарищеский матч         |
| 21 |                                | 3 июня 2016      | Мавритания       | 1 : 0         | —        | —      | 16    | Отборочные матчи КАН-2017 |
| 22 |                                | 3 сентября 2016  | Гамбия           | 2 : 0         | —        | —      | 16    | Отборочные матчи КАН-2017 |
| 23 |                                | 10 октября 2016  | Алжир            | 1 : 1         | 1        | —      | 1     | Отборочные матчи ЧМ-2018  |
| 24 |                                | 12 ноября 2016   | Замбия           | 1 : 1         | 1        | —      | 1     | Отборочные матчи ЧМ-2018  |
| 25 |                                | 5 января 2017    | ДР Конго         | 2 : 0         | —        | 46'    | 1     | Товарищеский матч         |
| 26 |                                | 10 января 2017   | Зимбабве         | 1 : 1         | 1        | —      | 1     | Товарищеский матч         |
| 27 |                                | 15 января 2017   | Буркина-Фасо     | 1 : 1         | 1        | —      | 1     | Финальные матчи КАН-2017  |
| 28 |                                | 19 января 2017   | Гвинея-Бисау     | 2 : 1         | 1        | —      | 1     | Финальные матчи КАН-2017  |
| 29 |                                | 22 января 2017   | Габон            | 0 : 0         | —        | —      | 1     | Финальные матчи КАН-2017  |
| 30 |                                | 28 января 2017   | Сенегал          | 0 : 0 (5 : 4) | —        | —      | 1     | Финальные матчи КАН-2017  |
| 31 |                                | 2 февраля 2017   | Гана             | 2 : 0         | —        | —      | 1     | Финальные матчи КАН-2017  |
| 32 |                                | 5 февраля 2017   | Египет           | 2 : 1         | 1        | —      | 1     | Финальные матчи КАН-2017  |
| 33 |                                | 25 марта 2017    | Тунис            | 1 : 0         | —        | —      | 1     | Товарищеский матч         |
| 34 |                                | 10 июня 2017     | Марокко          | 1 : 0         | —        | —      | 1     | Отборочные матчи КАН-2019 |
| 35 | «Открытие Арена», Москва       | 18 июня 2017     | Чили             | 0 : 2         | 2        | —      | 1     | Кубок конфедераций 2017   |
| 36 | «Крестовский», Санкт-Петербург | 22 июня 2017     | Австралия        | 1 : 1         | 1        | —      | 1     | Кубок конфедераций 2017   |
| 37 | «Фишт», Сочи                   | 25 июня 2017     | Германия         | 1 : 3         | 3        | —      | 1     | Кубок конфедераций 2017   |
| 38 |                                | 1 сентября 2017  | Нигерия          | 0 : 4         | 4        | —      | 1     | Отборочные матчи ЧМ-2018  |
| 39 |                                | 4 сентября 2017  | Нигерия          | 1 : 1         | 1        | —      | 1     | Отборочные матчи ЧМ-2018  |
| 40 |                                | 7 октября 2017   | Алжир            | 2 : 0         | —        | —      | 1     | Отборочные матчи ЧМ-2018  |
| 41 |                                | 11 ноября 2017   | Замбия           | 2 : 2         | 2        | —      | 1     | Отборочные матчи ЧМ-2018  |
| 42 |                                | 25 марта 2018    | Кувейт           | 3 : 1         | 1        | 31'    | 1     | Товарищеский матч         |

Итого: 42 матча / 32 пропущенных гола / 20 «сухих» матчей; 18 побед, 18 ничьих, 6 поражений.

## Достижения

### Международные
Камерун
- Обладатель Кубка африканских наций (1): 2017

### Личные
- Символическая сборная Кубка африканских наций 2017